# 1027
Évszázadok: 10. század – 11. század – 12. század
Évtizedek: 970-es évek – 980-as évek – 990-es évek – 1000-es évek – 1010-es évek – 1020-as évek – 1030-as évek – 1040-es évek – 1050-es évek – 1060-as évek – 1070-es évek
Évek: 1022 – 1023 – 1024 – 1025 –  1026 – 1027 – 1028 – 1029 – 1030 – 1031 – 1032

## Események

### Határozott dátumú események
- március 26. – XIX. János pápa német-római császárrá koronázza II. Konrád német királyt.[1]
- május 14. – I. Henrik francia király megkoronázása a reimsi székesegyházban.

### Határozatlan dátumú események
- Dzsalál ad-Daulát választja a hadsereg iraki emírré.

## Születések
- november 28. – I. Vilmos angol király († 1087)
- Bátor Ernő osztrák őrgróf († 1075)